# Munition anti-structures
L'Anti-Structure Munition (ASM) est un programme de développement de l'armée britannique visant à fournir une arme portative à l'épaule capable de détruire des structures durcies telles que des bâtiments ou des bunkers. Le système devrait être en service d'ici la fin de 2009.

## État du programme
- Mai 2004 - les systèmes de Dynamit Nobel et Saab Bofors Dynamics sont sélectionnés pour la compétition.
- Février 2006 - un contrat de 40 millions de livres sterling est attribué à Dynamit Nobel Defence pour la production de la version Anti-Structures Munition (ASM) du MATADOR.
- Juillet 2019 - le Royaume-Uni est en train d'attribuer un nouveau contrat de la Munition Anti-Structures[2].

## Caractéristiques
- Portée : 500 mètres
- Ogive : technologie d'ogive à explosion améliorée

## Sources et références
1. ↑  Hansard
2. ↑  « Freedom of Information Request cost of maintaining the Anti-Structures Munition b », Defence Equipment and Support, Whatdotheyknow.com, 24 juillet 2019 (consulté le 25 juillet 2019)